# Stolpe (Holstein)
Stolpe ist eine Gemeinde im Kreis Plön in Schleswig-Holstein. Die Güter Depenau, Nettelau, Bundhorst und Horst liegen im Gemeindegebiet, das in seiner heutigen Form seit 1974 besteht.

## Geografie und Verkehr
Stolpe liegt etwa 16 km östlich von Neumünster, 22 km südlich von Kiel und 20 km westlich von Plön. Stolpe liegt am Stolper See, der teilweise im Eigentum der Gemeinde ist und von der Alten Schwentine durchflossen wird. Der Ort liegt an der Bundesautobahn 21 von Kiel nach Bad Segeberg. Per Bus ist Stolpe mit der Linie 410 der VKP zwischen Kiel und Bad Segeberg erreichbar. Von 1911 bis 1961 war Stolpe Bahnstation der Kleinbahn Kiel–Segeberg, deren Gleise bereits 1962 entfernt wurden.

## Geschichte
Archäologische Funde belegen, dass das Gebiet um Stolpe seit der Mittelsteinzeit besiedelt ist.
Der Name leitet sich möglicherweise vom altslawischen Wort stlŭpŭ für Säule oder Ständer ab, also vom Fischständer im Fluss, einer Vorrichtung zum Fischfang. Andere Quellen leiten das Wort „von Palisaden geschützter Ort“ ab.
Der Ort befand sich im Bereich des Limes Saxoniae, des Grenzstreifens der Sachsen zum Schutz vor den Abodriten im östlichen Schleswig-Holstein, der um 810 errichtet worden war. Die erste urkundliche Erwähnung Stolpes fand statt am 6. Februar 1316. Stolpe war bis zum Jahre 1815 Eigentum des Gutes Depenau.
Es ist belegt, dass in den Hexenverfolgungen 1678 bis 1687 sechs Menschen aus Depenau wegen Hexerei und Zauberei angeklagt und nach Hexenprozessen hingerichtet wurden.
1835 wurden durch Zufall unter einem Felsbrocken bei Stolpe zwei kleine goldene Schalen mit Deckeln gefunden. Die eine enthielt einen goldenen Armreif. Der Fund wird heute im Landesmuseum Schloss Gottorf in Schleswig aufbewahrt.
Es gibt vier Adelige Güter im Gemeindebereich: Gut Depenau, Gut Nettelau, Gut Horst und Gut Bundhorst.

### Gut Depenau

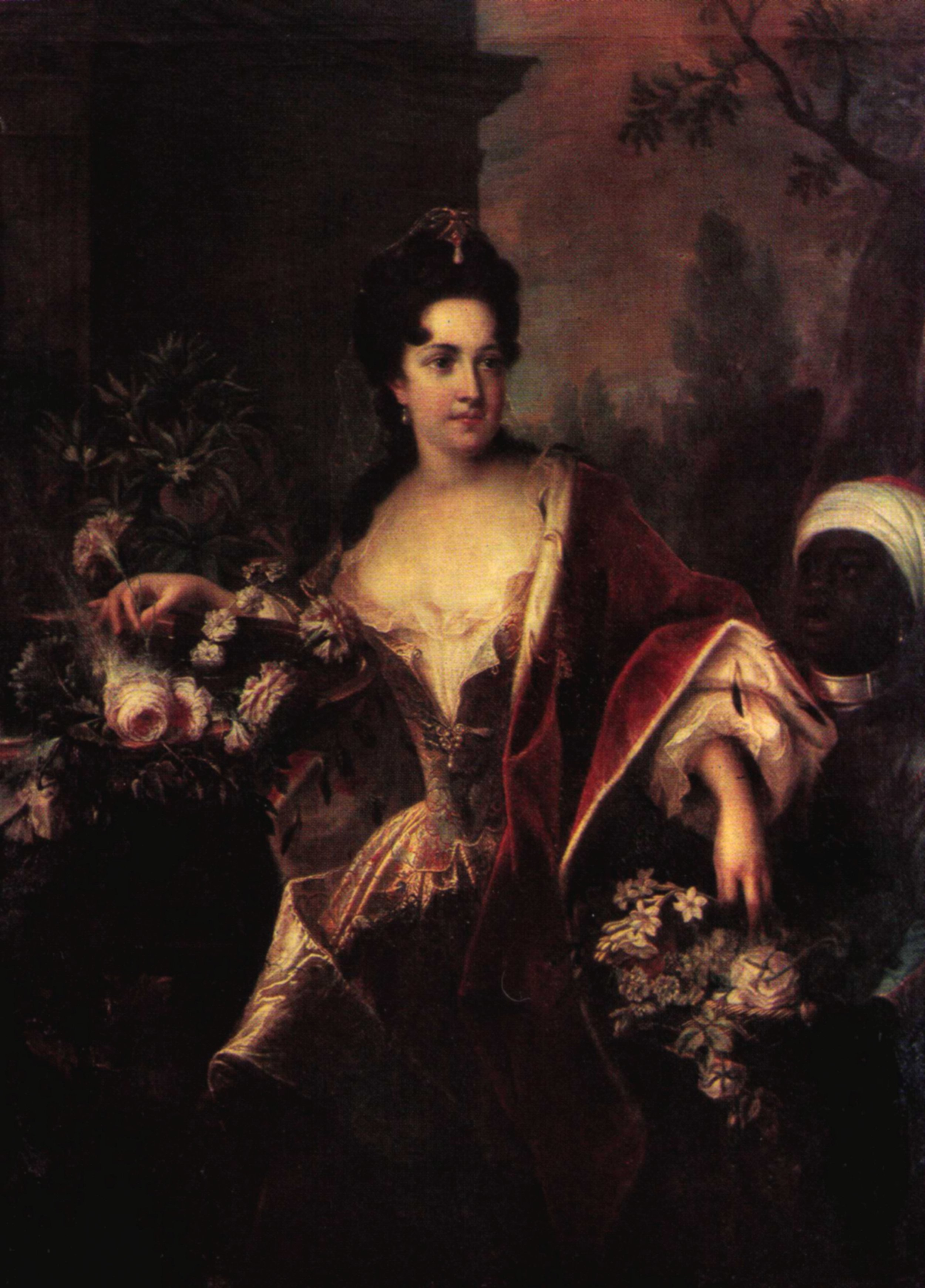
Anna Constantia Reichsgräfin von Cosel, geb. von Brockdorff-Depenau (1705)

Am südöstlichen Rand des Depenauer Hochmoores befindet sich ein aufgeschütteter Hügel, den man als Standort einer früheren Turmhügelburg vermutet. Die Ländereien gehörten später zum Gut Perdoel (heute Ortsteil von Belau) und bildeten durch Erbteilung ab 1551 ein eigenes Gut Depenau, das sich bis 1620 im Besitz der Familie von Sehestedt befand. Durch Heirat kam es an die Familie von Brockdorff auf Gut Rixdorf. 1680 wurde hier Anna Constantia von Brockdorff geboren, die ab 1705 zur Mätresse Augusts des Starken wurde und ab 1706 den Titel Gräfin von Cosel führte. Nach dem Tod ihres Bruders erbte sie das Gut 1744. Ihre Schwiegertochter Friederike Christiane Gräfin Cosel geb. von Holtzendorff verkaufte Gut Depenau 1783 an den französischen Marschall Graf Nikolaus von Luckner. Adam Ferdinand von Luckner veräußerte das Gut 1838 an den Kieler Kaufmann Georg Eduard Boehme. 1890 erwarb es Gustav von Löbbecke und 1904 der Textil-Unternehmer Rudolf Hammerschmidt, der seit 1899 die Villa Hammerschmidt in Bonn bewohnte. Das von ihm umgebaute alte Herrenhaus wurde 1979 abgerissen. Als Wohnsitz dient seither ein mehrere Jahrhunderte altes Fachwerkhaus auf dem Gutshof. Die Nachfahren Hammerschmidts verkauften das Gut 2006 an Caspar Monforts von Hobe.

### Eingemeindungen
Am 1. Januar 1974 wurde die Gemeinde Depenau eingegliedert. Die Gemeinde Depenau bestand aus dem Gutsbezirk der Güter Depenau, Horst, Nettelau und Bundhorst.

## Politik

### Gemeindevertretung
Bei der Kommunalwahl am 14. Mai 2023 wurden insgesamt 13 Sitze vergeben. Von diesen erhielt die CDU sechs Sitze, die Wählergemeinschaft Stolpe / Depenau vier Sitze und die Grünen drei Sitze.

### Wappen
Blasonierung: „Durch einen silbernen Balken von Blau und Rot schräglinks geteilt. Oben zwei goldene frühgeschichtliche Schalen in Seitenansicht untereinander, die obere etwas größer als die untere; unten das silberne holsteinische Nesselblatt.“
Die beiden Schalen zeigen die oben erwähnten Funde von 1835. Der Schrägbalken stellt die Teilung des Ortes durch die Autobahn 21 dar. Die Farben symbolisieren die Zugehörigkeit zu Schleswig-Holstein und das Nesselblatt die Lage im Landesteil Holstein.

## Wirtschaft
Die Wirtschaft im Gemeindegebiet ist bis heute auch von der landwirtschaftlichen Urproduktion geprägt (ein Bauernhof im Dorf und weitere im Außenbereich). Die meisten Stolper Bürger pendeln jedoch aufgrund der Zentrallage zu ihren Arbeitsstellen in die wirtschaftlich übergeordneten Zentralorte der umliegenden Region.
In den 1990er Jahren wurde von der Gemeinde Stolpe ein Gewerbegebiet an der Auffahrt zur bereits als Ortsumgehung von Wankendorf bestehenden in südlicher Richtung bereits autobahnähnlich ausgebauten (vierspurigen) Bundesstraße 404 errichtet (heute Anschlussstelle Wankendorf (Nr. 7) der Bundesautobahn 21). Hier befindet sich die „Straßenmeisterei Stolpe“ des heutigen Landesbetriebs Verkehr.
Zudem befinden sich in Stolpe mehrere Handwerks- und diverse Dienstleistungsbetriebe.

## Sehenswürdigkeiten

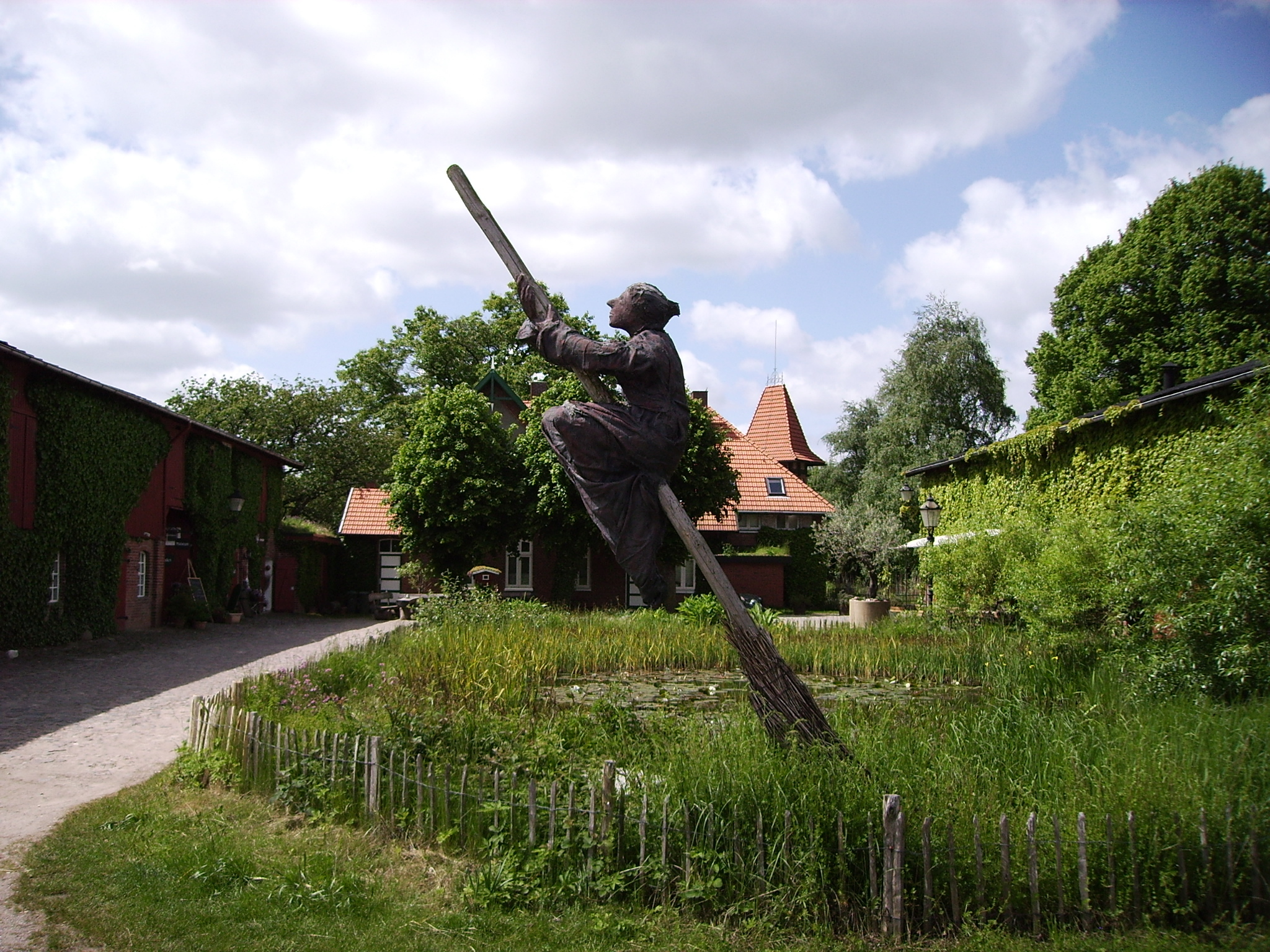
Innenhof des Urzeithofs in Stolpe

Touristische Anziehungspunkte in Stolpe sind das privat betriebene Museum des sogenannten Urzeithofs und der Betrieb „Pensionstall und Alpakazucht am Stolper See“.

## Persönlichkeiten
- Anna Constantia Reichsgräfin von Cosel, geb. von Brockdorff (* 17. Oktober 1680 auf Gut Depenau, heute Ortsteil von Stolpe (Holstein); † 31. März 1765 in Stolpen) war neben Aurora von Königsmarck die bekannteste Mätresse Augusts des Starken.
- Matthias Stührwoldt (* 23. Januar 1968), Bauer und niederdeutscher Autor, lebt in Stolpe